# Bolidorhynchus borellii
Bolidorhynchus borellii är en insektsart som först beskrevs av Giglio-tos 1897.  Bolidorhynchus borellii ingår i släktet Bolidorhynchus och familjen Proscopiidae. Inga underarter finns listade i Catalogue of Life.